# البقاء (علم الاجتماع)
البقاء في علم الاجتماع عبارة عن ثبات الناس على الحالة الأولى، ثباتا بالنوع والجنس لا بالشخص والجزء.

## التعريف
البقاء ثبات الشيء على الحالة الأولى ويضاده الفناء. وفي مقاليد العلوم البقاء هو قيام الصفات المحمودة. والفلاح والفلح وهو البقاء في الخير كذا في أساس البلاغة.
الباقي ضربان باق بنفسه لا إلى مدة وهو البارئ ولا يجوز عليه الفناء. وباق بغيره وهو ما عداه ويصح عليه الفناء. والباقي بالله ضربان باق بشخصه إلى أن يشاء الله أن يفنيه كبقاء الأجرام السماوية وباق بنوعه وجنسه دون شخصه وجزئه كالإنسان والحيوان وكذا في الآخرة باق بشخصه كأهل الجنة فإنهم يبقون مؤبدا لا إلى مدة وباق بنوعه وجنسه كما في الحديث إن ثمار أهل الجنة يقطفها أهلها ثم تخلف مكانها مثلها.
والبقاء عند أهل الحقيقة رؤية العبد قيام الله على كل شيء والفناء رؤية العبد لفعله بقيام الله على ذلك.

## الاستعمال
يقال ضربتها لا تبقى أي لا تتركه حيا ضربتها مميتة وأبقى ترك بعده. وقيل مثلا وهذا الملك بنى المدن وشيد القصور وأبقى الآثار العظيمة. وذهب برويز مؤسس طلوع اسلام إلى أن البقاء للإنسان لا يكون بالمادة فحسب بل بالإنسانية وأن الإنسان عندما يبلغ البقاء بالمادة فهو يطمع للبقاء بالإنسانية.